# 弗朗西斯·马里恩国家森林
弗朗西斯·马里恩国家森林（英語：Francis Marion National Forest）是座美国的国家森林，地处美国南卡罗来纳州查尔斯顿的北部，因革命英雄弗朗西斯·马里恩而得名。